# 12 июля
12 июля — 193-й день года (194-й в високосные годы) по григорианскому календарю.
До конца года остаётся 172 дня.
До 15 октября 1582 года — 12 июля по юлианскому календарю, с 15 октября 1582 года — 12 июля по григорианскому календарю.
В XX и XXI веках соответствует 29 июня по юлианскому календарю.

## Праздники и памятные дни
См. также: Категория:Праздники 12 июля

### Международные
- Всемирный день бортпроводника.

### Национальные
- Дания — День фьорда.
- Иран — День хиджаба и целомудрия.
- Кирибати — День независимости.
- Сан-Томе и Принсипи — День независимости.
- Северная Ирландия — День оранжистов.
- Тонга — День рождения короля.

### Религиозные
Католицизм
 — Память блаженной Екатерины Танаки;
 — память Гермагора Аквилейского;
 — память апостола Иасона Тарсуского;
 — память святого Иоанна Гуальберта;
 — память Набора и Феликса;
 — память Вивентиола Лионского.
 Православие
 — Память апостолов Петра и Павла (67);
 — память святителя Григория, митрополита Ираклийского (1925);
 — память преподобного Паисия Святогорца (1994);
 — празднование в честь Касперовской иконы Божией Матери (1853—1855).

### Именины
- Католические: Екатерина, Вивентиол, Гермагор, Иван, Джон, Набор, Феликс, Вероника.
- Православные: Григорий, Иона, Неофит, Павел, Парфений, Пётр.

## События
См. также: Категория:События 12 июля

### До XIX века
- 464 — 6-м императором Южной Сун стал Лю Цзые после смерти своего отца Сяоу-ди.
- 1562 — Диего де Ланда публично сжёг многочисленные памятники культуры и литературы цивилизации майя в Мани[4].
- 1573 — испанская армия под руководством герцога Альбы захватила город Харлем после 7 месяцев осады.
- 1590 — основан город Саратов.
- 1679 — английский король Карл II издал акт, гарантирующий судебные права граждан.
- 1690 — Вильгельм Оранский разбил Якова II в ходе крупнейшего сражения в истории Ирландии.
- 1776 — из Плимута отправился в свою последнюю экспедицию Джеймс Кук.
- 1783 — императрицей Екатериной II издан Указ об утверждении театрального комитета «для управления зрелищами и музыкой». С этого началась история Мариинского театра в Петербурге.
- 1790 — Учредительное собрание Франции отделило церковь Франции от Рима и причислило священников к гражданским служащим.

### XIX век
- 1804 — в Санкт-Петербурге состоялось первое в мире исключительно научное путешествие на воздушном шаре.
- 1806 — Наполеон создал Рейнский союз германских государств.
- 1862 — учреждена высшая военная награда США — Медаль Почёта.
- 1882 — Кукуевская железнодорожная катастрофа (в ночь с 11 на 12)[5].
- 1889 — Александр III подписывает указ о создании института земских начальников.

### XX век
- 1901 — в германском рейхстаге не прошла попытка законодательно запретить дуэли.
- 1908 — в Праге начался первый Славянский съезд.
- 1917 — в ходе Первой мировой войны впервые в мире применено боевое отравляющее вещество иприт.
- 1918 — в мэрии седьмого парижского округа состоялось бракосочетание Пабло Пикассо и Ольги Хохловой, а потом в русской церкви — венчание.
- 1920
  - подписан мирный договор между Литвой и РСФСР.
  - Вильсон объявил об «официальном и формальном открытии» Панамского канала[6] (первое судно прошло через канал в августе 1914 года).
- 1922 — самый большой парусник в истории судостроения «Франс II» наскочил на риф.
- 1923 — принято постановление ЦК РКП(б) о восстановлении шахт Донбасса.
- 1928 — советским ледоколом «Красин» в арктических водах вблизи Шпицбергена спасён экипаж дирижабля «Италия».
- 1931 — во Франции открыт памятник мушкетёру д’Артаньяну.
- 1933 — Конгресс США ввёл значение МРОТ — минимального размера оплаты труда — 33 цента в час.
- 1942 — Вторая мировая война: Макс Альперт сделал фото «Комбат».
- 1943 — Вторая мировая война: в ходе битвы на Курской дуге у железнодорожной станции Прохоровка произошло танковое сражение, одно из крупнейших в мировой истории.
- 1950 — в Чехословакии принят закон, по которому все лица, которые выражали недовольство народно-демократическим строем, должны были помещаться в трудовые лагеря.
- 1959 — визит императора Эфиопии Хайле Селассие в Москву.
- 1961 — катастрофа Ил-18 под Касабланкой, 72 погибших.
- 1962 — в одном из клубов Лондона дала свой первый концерт группа The Rolling Stones.
- 1970 — экспедиция норвежского путешественника-исследователя Тура Хейердала на папирусной лодке «Ра-2» через 57 дней плавания достигла берегов Барбадоса.
- 1975 — Республика Сан-Томе и Принсипи провозгласила независимость от Португалии, первым президентом стал Мануэл Пинту да Кошта.
- 1979 — Республика Кирибати получила независимость от Великобритании.
- 1988 — Областной совет Нагорного Карабаха объявил о выходе области из состава Азербайджана.
- 1996 — Конгресс США предоставил каждому штату право не признавать однополый брак, признанный в других штатах.
- 1998 — финал чемпионата мира по футболу 1998: в Париже сборная Франции разгромила сборную Бразилии со счётом 3:0 и впервые стала чемпионом мира.

### XXI век
- 2003
  - В Калифорнии суд обязал тайваньскую фирму-производителя карамели выплатить 50 млн долларов родителям ребёнка, подавившегося конфетой и погибшего от этого.
  - Директор ЦРУ Джордж Тенет взял на себя ответственность за включение фальшивых данных об Ираке в январское выступление президента Джорджа Буша перед конгрессом. Он назвал «ошибкой» включение не соответствовавших действительности данных о попытках Ирака приобрести уран в Африке.
- 2006 — вооружённая акция боевиков «Хезболлы» приводит к началу израильско-ливанского конфликта, который продолжался до середины августа.
- 2007 — сопутствующее убийство в Багдаде.
- 2009 — Президентом Литвы впервые стала женщина — Даля Грибаускайте.
- 2011 — Нептун завершил свой первый с момента открытия планеты в 1846 году полный оборот вокруг Солнца.
- 2013 — в России официально зарегистрирована первая община пастафариан.
- 2015 — обрушение казармы 242-го учебного центра подготовки в посёлке Светлом города Омска. Погибли 24 человека.
- 2021 — в Европе начались наводнения, унесшие жизнь более 190 человек, в том числе более 150 человек в Германии.
- 2022 — доллар США достиг паритета с евро впервые с декабря 2002 года.
- 2024 — катастрофа SSJ 100 под Коломной. Погибли все 3 человека на борту.

## Родились
См. также: Категория:Родившиеся 12 июля

### До XIX века

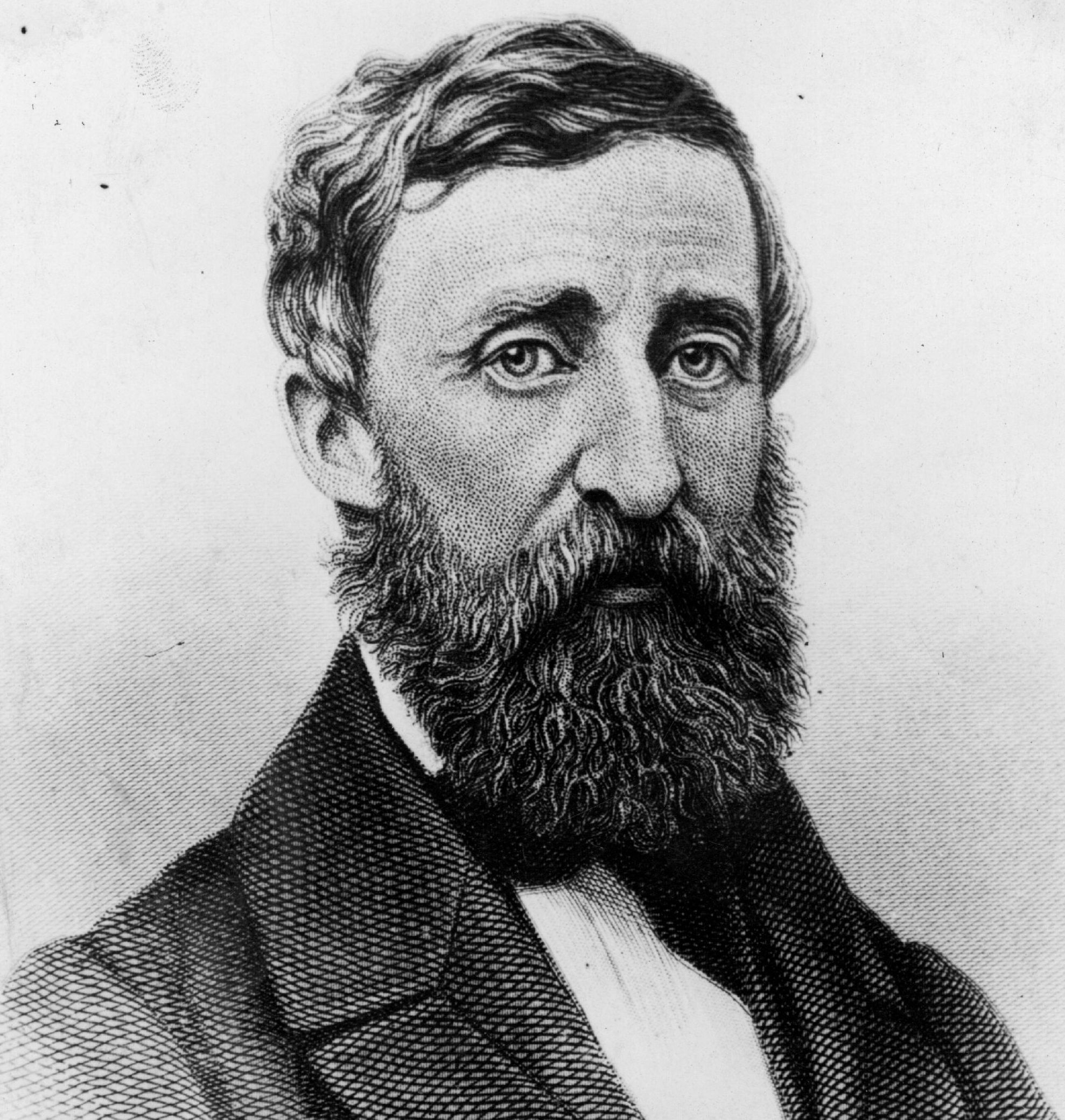
Торо

- 100 до н. э., ок. — Гай Юлий Цезарь (ум. 44 до н. э.), древнеримский государственный и политический деятель, полководец и писатель.
- 1468 — Хуан дель Энсина (настоящая фамилия де Фермоселье; ум. 1529), испанский поэт, композитор, основоположник испанской драмы Возрождения («Действо о драке», «Эклога о карнавале»).
- 1730 — Джозайя Веджвуд (ум. 1795), английский керамист.

### XIX век
- 1808 — Густав Йегер (ум. 1871), немецкий художник, мастер исторической живописи, директор Лейпцигской академии художеств[7].
- 1812 — Мирза Фатали Ахундов (ум. 1878), азербайджанский писатель-просветитель, философ.
- 1813 — Клод Бернар (ум. 1878), французский физиолог, основоположник эндокринологии.
- 1817 — Генри Дэвид Торо (ум. 1862), американский писатель и мыслитель-трансценденталист.
- 1821 — Дэниель Харви Хилл (ум. 1889), генерал армии Конфедерации во время Гражданской войны в США.
- 1824 — Эжен Буден (ум. 1898), французский художник-маринист, предшественник импрессионизма.
- 1854 — Джордж Истмен (ум. 1932), американский изобретатель и бизнесмен, первый производитель фотокамеры «Кодак», которая заправлялась привычной нам фотоплёнкой.
- 1861 — Антон Аренский (ум. 1906), русский композитор, пианист, дирижёр, педагог.
- 1868 — Штефан Георге (ум. 1933), немецкий поэт-символист («Седьмое кольцо», «Новое царство» и др.), переводчик.
- 1870 — Луи II (ум. 1949), князь Монако (1922—1949).
- 1876
  - Макс Жакоб (ум. 1944), французский писатель и художник.
  - Сергей Уточкин (ум. 1916), один из первых русских авиаторов и лётчиков-испытателей.
- 1880 — Чарлз Альберт Браунинг-младший (более известен как Тод Браунинг; ум. 1962), американский кинорежиссёр, актёр и сценарист, один из основоположников жанра фильмов ужасов.
- 1881 — Людвиг Рубинер (ум. 1920), немецкий поэт, литературный критик, эссеист, представитель экспрессионизма.
- 1884 — Амедео Модильяни (ум. 1920), итальянский художник и скульптор.
- 1892 — Бруно Шульц (ум. 1942), польский писатель и художник.
- 1894 — Исаак Бабель (расстрелян в 1940), советский писатель, переводчик, сценарист, драматург и журналист.
- 1894 — Юрий Завадский (ум. 1977), актёр, главный режиссёр Театра им. Моссовета, народный артист СССР.
- 1895
  - Ричард Бакминстер Фуллер (ум. 1983), американский архитектор, инженер и изобретатель.
  - Кирстен Флагстад (ум. 1962), норвежская оперная певица.

### XX век
- 1902 — Гюнтер Андерс (ум. 1992), австрийский писатель, философ, участник всемирного антивоенного движения.
- 1904 — Пабло Неруда (ум. 1973), чилийский поэт, лауреат Нобелевской премии (1971).
- 1908 — Ален Кюни (ум. 1994), французский и итальянский актёр театра и кино.
- 1913
  - Уиллис Юджин Лэмб (ум. 2008), американский физик, лауреат Нобелевской премии (1955).
  - Рейно Хелисмаа (ум. 1965), финский певец и автор песен.
- 1916 — Людмила Павличенко (ум. 1974), самая успешная женщина-снайпер в мировой истории, Герой Советского Союза.
- 1917 — Эндрю Ньюэлл Уайет (ум. 2009), американский художник.
- 1922 — Степан Микоян (ум. 2017), советский лётчик-испытатель, генерал-лейтенант авиации, Герой Советского Союза.
- 1924 — Нея Зоркая (ум. 2006), советский и российский киновед, культуролог, историк театра и кино.
- 1928 — Элайас Кори, американский химик, лауреат Нобелевской премии (1990).
- 1930 — Ги Лижье (ум. 2015), основатель и руководитель французской гоночной команды «Лижье».
- 1932 — Отис Дэвис (ум. 2024), американский легкоатлет, двукратный олимпийский чемпион (1960), первым выбежал из 45 секунд на 400-метровке.
- 1933 — Борис Разинский (ум. 2012), советский футбольный вратарь, олимпийский чемпион (1956).
- 1934 — Ван Клиберн (ум. 2013), американский пианист, победитель I Международного конкурса им. Чайковского (1958).
- 1937 
  - Уильям Косби, американский актёр-комик, ведущий телешоу, лауреат премий «Эмми», «Золотой глобус» и «Грэмми».
  - Роберт Макфарлейн (ум. 2022), американский политик, советник президента США по национальной безопасности (1983—1985).
- 1938
  - Эйко Исиока (ум. 2012), японский дизайнер, художник по костюмам, обладательница премии «Оскар».
  - Эмиль Ренард-Кио, артист цирка, иллюзионист, народный артист РСФСР.
- 1939 — Ираклий Квирикадзе, советский и грузинский кинорежиссёр, сценарист, писатель.
- 1940 — Юлия Белянчикова (ум. 2011), советский и российский врач, журналистка, ведущая телепередачи «Здоровье».
- 1943 — Кристин Макви, британская рок-певица, поэтесса-песенник, клавишник, участница группы «Fleetwood Mac».
- 1945
  - Рагиб Алиев (ум. 2024), советский и азербайджанский актёр театра и кино, заслуженный артист Азербайджана (2006).
  - Димитр Пенев, болгарский футболист и тренер.
- 1946 — Валентина Толкунова (ум. 2010), певица, народная артистка РСФСР.
- 1947 — Юрий Гальперин, русский писатель-прозаик.
- 1948 — Ричард Симмонс, американский инструктор по фитнесу, радиоведущий, актёр, танцор, певец, комик и продюсер.
- 1949 — Павел Лунгин, советский и российский сценарист и кинорежиссёр, народный артист России.
- 1950 — Эрик Карр (ум. 1991), американский музыкант, ударник группы «Kiss».
- 1952 — Лиз Митчелл, ведущая солистка группы «Boney M.» и соавтор некоторых песен.
- 1954 — Вольфганг Дреммлер, немецкий футболист и тренер.
- 1958 — Валерий Кипелов, советский и российский рок-музыкант, певец, автор песен, солист ансамбля «Лейся, песня», групп «Ария» и «Кипелов».
- 1959 — Тупоу VI, король Тонги с 2012 года.
- 1960 — Евгений Дворжецкий (ум. 1999), актёр театра и кино, заслуженный артист России.
- 1962 — Хулио Сесар Чавес, мексиканский боксёр.
- 1963 — Александр Домогаров, российский актёр театра и кино, народный артист РФ.
- 1967 — Джон Петруччи, американский гитарист.
- 1971
  - Хоэль Касамайор, кубинский и американский боксёр, олимпийский чемпион (1992).
  - Кристи Ямагучи, американская фигуристка, олимпийская чемпионка в одиночном катании (1992).
- 1973 — Кристиан Вьери, итальянский футболист, нападающий.
- 1976 — Дэн Бойл, канадский хоккеист, олимпийский чемпион, обладатель Кубка Стэнли.
- 1978
  - Мишель Родригес, американская актриса и продюсер.
  - Катрин Фруэлунд, датская гандболистка, двукратная олимпийская чемпионка (2000, 2004)
- 1985 — Эмиль Хегле Свендсен, норвежский биатлонист, 4-кратный олимпийский чемпион, 12-кратный чемпион мира.
- 1987 — Юлия Дуймовиц, австрийская сноубордисика, олимпийская чемпионка (2014).
- 1989 — Фиби Тонкин, австралийская актриса и модель.
- 1990 — Сюй Мэнтао, китайская фристайлистка, выступающая в акробатике, олимпийская чемпионка, чемпионка мира.
- 1991 — Хамес Родригес, колумбийский футболист.
- 1995 — Люк Шоу, английский футболист.
- 2000 — Винисиус Жуниор, бразильский футболист.

### XXI век
- 2001 — Кейли Маккиоун, австралийская пловчиха, трёхкратная олимпийская чемпионка.

## Скончались
См. также: Категория:Умершие 12 июля

### До XIX века
- 464 — Сяоу-ди (р. 430), 5-й император Южной Сун.
- 1536 — Эразм Роттердамский (р. 1469), голландский философ.
- 1682 — Жан Пикар (р. 1620), французский астроном, первым точно определивший размер Земли.
- 1700 — казнён Джеймс Келли, английский пират.
- 1712 — Ричард Кромвель (р. 1626), бывший лорд-протектор Англии, Шотландии и Ирландии, сын и преемник Оливера Кромвеля.

### XIX век
- 1804 — Александр Гамильтон (р. 1757), первый министр финансов США, основатель Национального банка США.
- 1814 — Уильям Хоу (р. 1729), английский генерал, завоеватель Квебека, командующий британскими войсками в войне против Североамериканских колоний.
- 1845 — Генрик Арнольд Вергеланд (р. 1808), норвежский писатель-публицист.
- 1855 — Павел Степанович Нахимов (р. 1802), русский флотоводец, адмирал.
- 1888 — Эдуард Аллу (р. 1820), французский адвокат и политик.
- 1892 — Александр Картрайт (р. 1820), американский спортивный деятель, создатель правил бейсбола.

### XX век
- 1910 — Чарльз Роллс (р. 1877), английский автомобилист, авиатор, основатель фирмы Rolls-Royce Limited.
- 1927 — Иван Савин (р. 1899), русский поэт, писатель, журналист, участник Белого движения, эмигрант.
- 1934 — Ол Эвинруд (р. 1877), изобретатель подвесного лодочного мотора.
- 1935 — Альфред Дрейфус (р. 1859), французский офицер, герой знаменитого процесса — дела Дрейфуса.
- 1945 — Вольфрам фон Рихтгофен (р. 1895), германский военачальник, генерал-фельдмаршал авиации (1943).
- 1949 — Дуглас Хайд (р. 1860), первый президент Ирландии.
- 1956 — Семён Владимиров (р. 1895), конструктор оружия, создатель пулемёта КПВТ.
- 1965 — Михаил Габович (р. 1905), артист балета, балетмейстер и педагог, народный артист РСФСР.
- 1967 — Фридрих Эрмлер (р. 1898), кинорежиссёр, народный артист СССР.
- 1973 — Александр Мосолов (р. 1900), композитор («Герой», «Плотина», «Сигнал»).
- 1974 — Жорж Анненков (настоящее имя Юрий Павлович Анненков; р. 1889), русский и французский художник и литератор.
- 1979 — Георгий Бериев (р. 1903), советский авиаконструктор.
- 1981 — Борис Полевой (р. 1908), писатель, главный редактор журнала «Юность» (1967—1981).
- 1982 — Кеннет Мор (р. 1914), английский актёр театра и кино.
- 1983 — Эрих Варсиц (р. 1906), немецкий летчик-испытатель, первый пилот турбореактивного самолёта.
- 1993
  - Михаил Меерович (р. 1920), композитор, заслуженный деятель искусств РСФСР.
  - Ольга Волкова (р. 1943), художник-график, плакатист, живописец.
- 1994 — Паисий Святогорец (р. 1924), старец Афона, один из самых уважаемых духовных светил греческого народа.
- 1998 — Аркадий Осташев (р. 1925), инженер-механик, ведущий испытатель ракет и ракетно-космических комплексов, лауреат Ленинской премии.
- 2000 — Михаил Друян (р. 1911), советский и российский оператор-мультипликатор.

### XXI век
- 2014 — Валерия Новодворская (р. 1950), российский политический деятель, диссидентка, правозащитница.
- 2015 — Сергей Арцибашев (р. 1951), театральный режиссёр, актёр театра и кино, народный артист России.
- 2017 — Тамара Миансарова (р. 1931), советская и российская певица, народная артистка РФ.
- 2020
  - Раймундо Капетильо (р. 1945), известный мексиканский актёр театра и кино.
  - Келли Престон (р. 1962), американская актриса кино и телевидения, фотомодель.
  - Вим Сюрбир (р. 1945), нидерландский футболист, дважды вице-чемпион мира (1974, 1978).
  - Лайош Сюч (р. 1943), венгерский футболист и тренер. Чемпион Олимпийских игр 1968 года, серебряный призёр Олимпийских игр 1972 года.

## Приметы
Петров день. Петры и Павлы. Пётр-Павел. Петрок.
- Пётр и Павел час убавил (ошибочно о продолжительности светового дня в сравнении с самым длинным в году днём 22 июня).
- Пришли Пётр и Павел, сорвали по листку с дерева, придёт август, упадёт по два.
- Пётр-Павел жару прибавил.
- Начинают темнеть ночи.
- Начинает падать лист с деревьев[8].
- С Петрова дня красное лето, зелёный покос.
- С Петрова дня зорница зорит хлеб.
- Коли дождь на Петровку то сенокос будет мокрый да жито — как хвощ.
- На Петров день дождь — урожай не худой, два дождя — хороший, а три — богатый.
- Соловей поёт до Петрова дня.
- Придёт Петрок — сорвёт листок.
- Мученицы Евфимии. Афимьи стожарницы.